# Stamhuset Mattrup
Stamhuset Mattrup blev oprettet af Emanuel Thygesen i 1759. Mattrup blev ophøjet til et stamhus for hans ældste brodersøn Thyge Jesper Thygesen som overtog gården efter onklens død i 1764. Stamhuset blev  ophævet i 1828 den Under hovedsædet Mattrup hørte  Vaabensholm og Mindstrup

## Besiddere af stamhuset
- 1759-1764 Emanuel Thygesen
- 1764-1821 Thyge Jesper Thygesen
- 1821-1828 Niels Emanuel de Thygeson

 Der er for få eller ingen kildehenvisninger i denne artikel, hvilket er et problem. Du kan hjælpe ved at angive troværdige kilder til de påstande, som fremføres i artiklen.